# Piercia albivirgulata
Piercia albivirgulata är en fjärilsart som beskrevs av Fletcher 1958. Piercia albivirgulata ingår i släktet Piercia och familjen mätare. Inga underarter finns listade i Catalogue of Life.